# 아리엘 가르세
아리엘 에르난 "치노" 가르세(스페인어: Ariel Hernán "Chino" Garcé, 1979년 7월 14일, 부에노스 아이레스 주 탄딜 ~)는 아르헨티나의 전 축구 수비수이다. 그는 현역 시절 리버 플레이트, 콜론, 올림포, 그리고 아틀레티코 데 라파엘라에서 중앙 / 우측 수비수로 활약했다.

## 경력

### 클럽
가르세는 1999년에 리버 플레이트에서 현역 생활을 시작했다. 그는 2003년에 모렐리아로 임대되기 전까지 2차례 리그 우승의 주역으로 활약했다. 가르세는 2004년에 리버 플레이트로 복귀해 소속 구단의 2004년 클라우수라 우승에 일조했다.
가르세는 이후 콜론에 처음으로 입단했고, 이후 올림포와 로사리오 센트랄을 거쳤다. 올림포 시절, 가르세는 코카인 양성 반응으로 아르헨티나 협회로부터 6개월 출장 정지 징계를 받았다.
2007년, 그는 콜론으로 복귀했다.
2014년, 그는 아틀레티코 데 라파엘라로 이적해 그 곳에서 은퇴했다.

### 국가대표팀
가르세는 마르셀로 비엘사가 지도하는 아르헨티나 국가대표팀의 2003년 친선경기에 2번 출전했다. 그는 이후 디에고 마라도나 감독 시절에 아이티와의 친선전에도 출전했다. 2010년 5월 19일, 가르세는 남아프리카 공화국에서 열리는 2010년 월드컵에 참가할 아르헨티나의 23인 명단에 깜짝 발탁되었지만, 본선에서 한 경기도 출전하지 못했다. 마라도나에 따르면, 아르헨티나의 월드컵 우승을 꿈꿀 수 있다고 했고, 그 때 본 얼굴은 가르세뿐이었다고 덧붙였다.

## 경력 통계

### 국가대표팀
출처:
| 아르헨티나 국가대표팀 | 아르헨티나 국가대표팀 | 아르헨티나 국가대표팀 |
| 연도                  | 출장                  | 골                    |
| --------------------- | --------------------- | --------------------- |
| 2003                  | 2                     | 0                     |
| 2004                  | 0                     | 0                     |
| 2005                  | 0                     | 0                     |
| 2006                  | 0                     | 0                     |
| 2007                  | 0                     | 0                     |
| 2008                  | 0                     | 0                     |
| 2009                  | 0                     | 0                     |
| 2010                  | 2                     | 0                     |
| 합계                  | 4                     | 0                     |

## 수상
리버 플레이트
- 아르헨티나 프리메라 디비시온: 2000년 클라우수라, 2002년 클라우수라, 2004년 클라우수라